# Eudora (informatique)
Pour les articles homonymes, voir Eudora.
Eudora est un client de courrier électronique longtemps distribué par Qualcomm pour les systèmes d'exploitation Mac OS et Microsoft Windows. Il a également pris en charge plusieurs plates-formes informatiques de poche, notamment Apple Newton et Palm OS.
Le développement d'Eudora a cessé en 2006. En 2018, le code source a été nettoyé puis distribué tel quel, sous licence open source par le Computer History Museum.

## Histoire
Eudora a été développé en 1988 par Steve Dorner, qui travaillait à l'Organisation des services informatiques de l'université de l'Illinois à Urbana–Champaign. Le logiciel a été nommé d'après l'écrivaine américaine Eudora Welty, en raison de sa nouvelle Pourquoi je vis au PO, ; Dorner a réorganisé le titre pour former le slogan Bringing the PO to Where You Live pour son logiciel. Bien qu'il ait regretté de l'avoir nommé d'après la romancière encore vivante parce qu'il pensait que cela était « présomptueux », Welty aurait été « ravie et amusée » par l'hommage de Dorner.
Eudora a été rachetée par Qualcomm en 1991. Initialement distribué gratuitement, Eudora a été commercialisé et proposé en versions gratuite (Light) et payante (Pro). Entre 2003 et 2006, la version Pro complète était également disponible en tant que distribution Sponsored mode (Adware). En 2006, Qualcomm a arrêté le développement de la version commerciale et a annoncé parrainer la création d'une nouvelle version libre basée sur Mozilla Thunderbird, sous le nom Penelope renommé plus tard Eudora OSE. Le développement de la version open source s'est arrêté en 2010 et a été officiellement obsolète en 2013, les utilisateurs étant invités à passer à la version actuelle de Thunderbird.

## Fonctionnalités
Il existe en quatre langues (français, anglais, allemand et japonais).
La version 6.0.1 a ajouté la prise en charge du filtrage bayésien du spam avec une fonctionnalité appelée SpamWatch. La version 6.2 a ajouté une fonction de surveillance des fraudes qui signale les liens suspects dans les e-mails afin de contrecarrer les tentatives d'hameçonnage. La version 7.0 a ajouté une recherche ultra-rapide dans les boîtes aux lettres.
Eudora prend en charge la « papeterie », un message standard ou une réponse rédigée à l'avance à une question courante. Eudora stocke les e-mails dans un format mbox modifié (*.mbx), qui utilise des fichiers texte brut au lieu d'une base de données comme le fait Microsoft Outlook⁣ : cela permet à l'utilisateur de sauvegarder des parties de sa correspondance électronique sans sauvegarder l'intégralité de la base de données.
Eudora supporte les protocoles POP3, IMAP et SMTP. Eudora prend également en charge SSL et, sous Windows, l'authentification S/MIME, permettant aux utilisateurs de signer et de chiffrer les communications par e-mail pour une sécurité optimale.
Eudora est remarquable pour sa grande variété de paramètres permettant de personnaliser son comportement, dont beaucoup ne sont pas disponibles dans l'interface utilisateur, mais sont accessibles à l'aide d'URI de réglage x-eudora qui doivent être collés dans un message et cliqués.
À un moment donné, Eudora proposait également un service de messagerie web sur eudoramail.com. Ce service était géré par Lycos dans le cadre de Mailcity, renommé plus tard Lycos Mail. En 2006, les adresses Eudoramail des utilisateurs fonctionnaient toujours (et étaient redirigées vers les comptes Lycos Mail), mais les nouveaux utilisateurs ne pouvaient plus s'inscrire au service.
Eudora pour Windows n'a jamais eu de prise en charge de l'encodage de caractères et a été codé en dur pour déclarer chaque e-mail envoyé encodé iso-8859-1 quel que soit le contenu réel, et afficher chaque e-mail entrant en utilisant l'encodage système (l'un des encodages Windows, selon la version linguistique du système). Cela a créé des problèmes pour les utilisateurs correspondant dans des langues autres que celles d'Europe occidentale et, plus tard, pour tout le monde, car UTF-8 est devenu de plus en plus populaire. Il existe au moins deux plugins tiers qui peuvent convertir des caractères qui existent également dans iso-8859-1, et il est également possible de l'exécuter avec « Mime-proxy », mais en fonction des besoins spécifiques d'un utilisateur et en partie à cause de l'interne limites d'Eudora, ils n'offrent peut-être qu'une solution partielle,.